# Karoline Goldhofer-Prützel

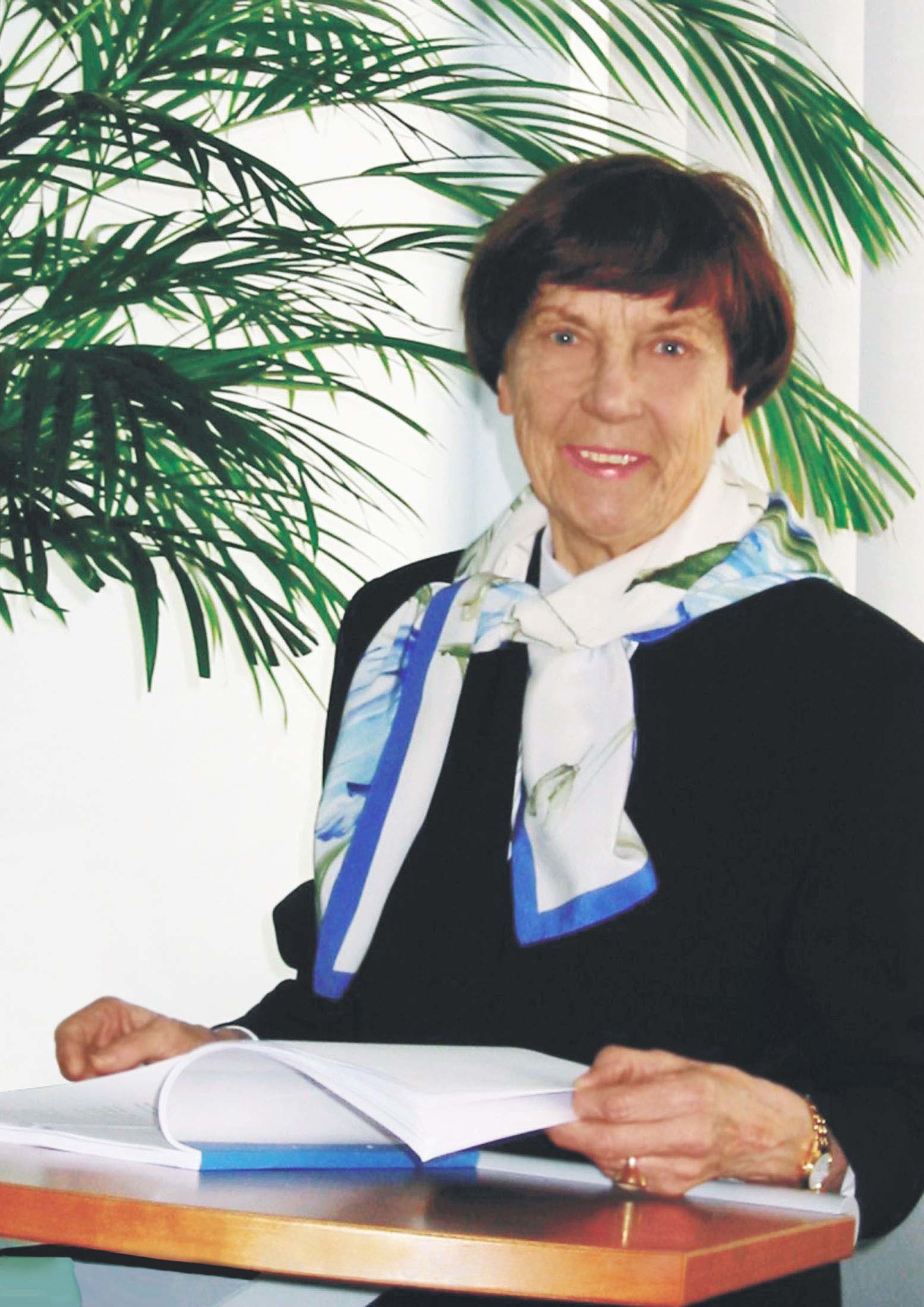
Porträt von Karoline Goldhofer-Prützel

Karoline Goldhofer-Prützel geborene Kissmer (* 12. Februar 1924 in Leverkusen; † 13. Juli 2013 in Memmingen) war eine deutsche Unternehmerin.

## Werdegang
Karoline Kissmer stammte aus dem Rheinland. 1953 heiratete sie den Unternehmer Alois Goldhofer (1922–1981), der 1946 in Amendingen (Schwaben) die Allgäuer Fahrzeugwerke Alois Goldhofer KG gegründet hatte. Sie stieg in die Geschäftsführung ein und leitete die Bereiche Finanzen und Lehrlingsausbildung.
Nach dem plötzlichen Tod ihres Gatten im Januar 1981 während eines Kurzurlaubs übernahm Karoline Goldhofer die alleinige Geschäftsführung. Sie entwickelte das Unternehmen zum weltweit führenden Hersteller von Schwerlasttechnologie.
2000 wandelte sie die Goldhofer Fahrzeugwerk GmbH & Co. KG in eine Aktiengesellschaft um und war zunächst Alleinaktionärin. 2001 übertrug sie sämtliche Aktien der von ihr gegründeten Alois Goldhofer Stiftung.
Als Stiftungsvorsitzende setzte sie sich gemeinsam mit ihrem zweiten Ehemann, dem Juristen Hans-Hermann Prützel (1918–2006) für gemeinnützige Zwecke, Wissenschaft und Forschung, Bildung und Erziehung sowie kulturelle und karitative Einrichtungen und Jugendeinrichtungen der Region ein.

## Ehrungen
- Bundesverdienstkreuz am Bande (5. Oktober 1994) für ihre unternehmerische Weitsicht und ihr soziales Engagement[4][2]
- Memminger Stadtsiegel, 2004[2]